# Håkan Hansson
Olof Håkan Hansson (Berg, 15 febbraio 1964) è un ex sciatore freestyle svedese.

## Palmarès
| Anno | Manifestazione            | Sede    | Evento | Risultato | Prestazione | Note  |
| ---- | ------------------------- | ------- | ------ | --------- | ----------- | ----- |
| 1986 | Mondiali                  | Tignes  | Gobbe  | 37º       | -           |       |
| 1988 | Giochi olimpici invernali | Calgary | Gobbe  | Oro       | 39.56       | [ 1 ] |